# Galovac
Galovac (italsky Gallovaz) je vesnice a správní středisko stejnojmenné opčiny v Chorvatsku v Zadarské župě. Nachází se asi 13 km jihovýchodně od Zadaru. V roce 2011 žilo v opčině celkem 1 234 obyvatel. Opčina zahrnuje pouze jedno sídlo, a to Galovac samotný. S rozlohou 9,44 km² je jednou z nejmenších chorvatských opčin.
Do teritoriální reorganizace v roce 2010 byl Galovac součástí opčiny města Zadar.
Galovacem procházejí župní silnice Ž6042 a Ž6044. Je napojen na železniční trať Knin–Zadar.